# Касперська Наталія Іванівна
Наталія Іванівна Касперська, до шлюбу Штуцер (нар.. 5 лютого 1966 року, Москва, Російська РФСР) — російська підприємиця у сфері інформаційних технологій, президентка групи компаній InfoWatch, співзасновниця компанії «Лабораторія Касперського». У 2013 році згідно з рейтингом Forbes визнана однією з найбагатших жінок Росії, найбільш відомих, авторитетних і впливових персон у російській ІТ-індустрії. В 2018 році за версією Forbes перебуває на 13 позиції в топі найбагатших жінок Росії зі статком у 270 млн доларів.

## Біографія
Наталія Штуцер народилася в Москві 5 лютого 1966 року у родині інженерів, працівників «закритих» оборонних НДІ. Її прапрадід Іван Іванович Штуцер, автор відомого підручника географії.
Обиралася до ради піонерської дружини школи, пізніше — до районного піонерського штабу. В комсомольські роки — комсоргом. Паралельно з основним навчанням п'ять років займалася баскетболом в дитячо-юнацькій спортивній школі (ДЮСШ). Всерйоз мала намір стати ветеринарною лікаркою, проте відмовилася від мрії через проблеми з вивченням хімії.
У восьмому класі була переведена з батьками звичайної загальноосвітньої школи з фізико-математичним ухилом при Московському авіаційному інституті (МАІ). По її закінченні здала вступні іспити в Московський державний університет (МДУ) імені М. В. Ломоносова, але не вступила, недобравши півбала за конкурсом. Пізніше з цими ж оцінками вступила в Московський інститут електронного машинобудування (МІЕМ).
З 1984 по 1989 рік — студентка Факультету прикладної математики МІЕМ. Тема її дипломної роботи — «Математична модель системи охолодження ядерного реактора». Також має ступінь бакалавра бізнесу Відкритого університету Великої Британії.
За розподілом після інституту Наталія Касперська півроку працювала науковою співробітницею в Центральному науково-конструкторському бюро (ЦНКБ) в Москві і пішла у декретну відпустку після народження другої дитини. Свою кар'єру в галузі інформаційних технологій почала будувати лише 28 років, влаштувавшись в січні 1994 року на півставки з зарплатою в $50 в місяць продавчинею аксесуарів і програмного забезпечення в тільки що відкритий магазин Науково-технічного центру (НТЦ) КАМІ — компанії, створеної колишнім викладачем її тодішнього чоловіка Євгена Касперського з Вищої школи КДБ СРСР.

### Kaspersky Lab.
З вересня 1994 року Наталія Касперська очолювала відділ розповсюдження антивіруса AntiViral Toolkit Pro (AVP), над яким з 1991 року працювала команда розробників Євгена Касперського. За два-три роки вона змогла налагодити основні канали дистрибуції продукту, технічну підтримку, вийти на зарубіжні ринки. Початкові продажу відділу ($100–200 на місяць у 1994 році) стали швидко зростати. Через рік їх обсяг перевищив $130 тис., в 1996 році він склав понад $600 тис., ще через рік — понад $1 млн. Доходи ділилися між командою і головною структурою навпіл. До 1997 році майбутнім засновникам Kaspersky Lab. («Лабораторії Касперського») стало ясно, що необхідно виділятися в окремий бізнес.
Наталія Касперська в червні 1997 року ініціювала появу Kaspersky Lab., наполягла на такій її назві і понад 10 років пропрацювала генеральною директоркою цієї компанії. При цьому початковий розподіл часток у «Лабораторії Касперського» був таким: 50 % належали її чоловіку Євгенію, ще по 20 % знаходились у двох його соратників-програмістів Олексія Де-Мондерика і Вадима Богданова, частка Наталії Касперської — 10 %. З 1997 року продажу «Лабораторії» стали подвоюватися щорічно. У 2001 році оборот компанії склав близько $7 млн, в 2006 році — вже понад $67 млн.
У серпні 2007 року через ідейний розкол з чоловіком він змістив Касперську з її поста і відсторонив від основних управлінських функцій, залишивши головою створеної ради директорів «Лабораторії Касперського». Її остаточне прощання з колись спільним бізнесом сталося у 2011 році. За 2007—2011 роки «Лабораторія» повністю викупила частку Наталії Касперської цієї компанії (до 2007 року та становила близько 30 %).
Під керівництвом Наталії Касперської Kaspersky Lab.  перетворилася на одну з найбільших антивірусних корпорацій з мережею регіональних офісів по всьому світу. На момент зміни керівництва, в 2007-му, виручка «Лабораторії» становила $126 млн. Її капіталізація в 2011 році, коли Наталя вийшла з співвласників і покинула компанію, оцінювалася в суму понад $1,3 млрд, а річна виручка — $700 млн. Після зміни керівництва темпи зростання останньої помітно знизилися: у 2009 році глобальна виручка Kaspersky Lab.  зросла на 40 %, в 2011-му — на 13,7 %, в 2012-му — на 3 %, в 2013-му — на 6 %.

### InfoWatch

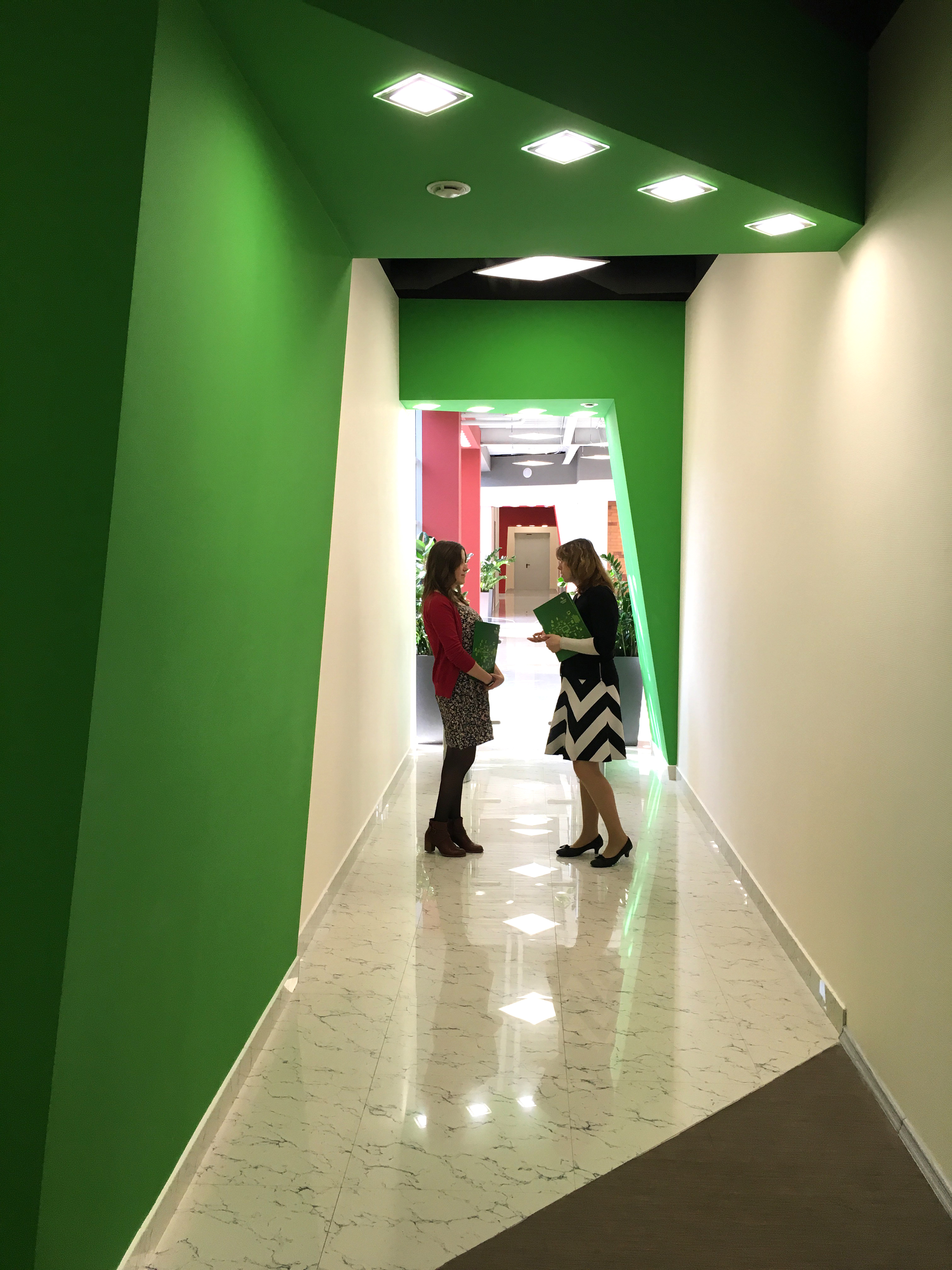
В офісі «InfoWatch», 2016 рік

Після покупки «Лабораторією Касперського» технології «Антиспам», розробленої «Ашманов і партнери», голова цієї компанії Ігор Ашманов подарував покупцям ідею: він запропонував використовувати рушій антиспаму у зворотному напрямку — для захисту від витоків. За 2001—2002 роки фахівці «Лабораторії Касперського» розробили систему, що пізніше стала відомою під брендом InfoWatch Traffic Monitor Enterprise, — захист корпоративних користувачів від внутрішніх загроз (DLP-системи). У грудні 2003 року для розвитку та поширення нового продукту була заснована дочірня компанія InfoWatch.
З жовтня 2007 року Наталія Касперська є генеральною директоркою і власницею контрольного пакета акцій InfoWatch. Ця компанія була частиною її частки при поділі бізнесу з колишнім чоловіком. Свої основні інвестиції Наталія Касперська направила в InfoWatch, в спільні з Ігорем Ашмановим компанії «Крибрум» і «Наносемантика», а також в німецьку антивірусної компанії G Data Software AG.
Для швидко зростаючої «Лабораторії Касперського» побічний продукт InfoWatch з неясними (на момент виділення) перспективами був тягарем. Технологічні рішення і продуктова лінійка нової компанії, на відміну від «Лабораторії», споконвічно орієнтовані на великі і середні корпорації (від 300 робочих станцій), а не на малий бізнес і роздріб.

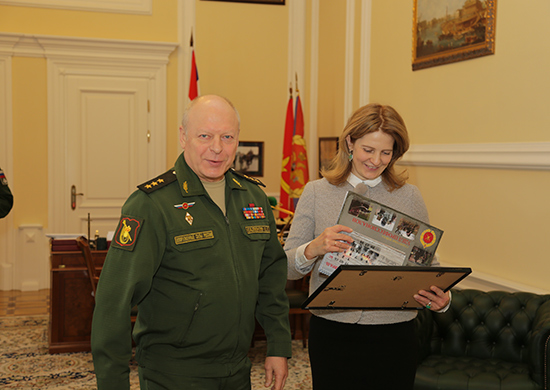
З Головкомом Сухопутних військ Росії Олегом Салюковим, 2018 рік

Це вимагало принципово інших навичок і підходів, де колишній управлінський досвід Наталії виявився не дуже застосуємо. Тим не менш, вже в 2012 році раніше збиткова компанія InfoWatch вперше вийшла в «плюс» і продовжила швидко, на 60-70 % в рік, зростати. За даними Forbes, виручка InfoWatch в 2014 році склала 831 млн рублів, опитані «Комерсантом» незалежні експерти навесні 2015 року оцінювали цей бізнес в 40-50 млн доларів.
Сьогодні InfoWatch перетворилася на групу компаній з кількох дочірніх підприємств, згрупованих за двома напрямками — захист корпорацій від внутрішніх загроз і від цільових атак ззовні. Вона займає близько 50 % російського ринку систем захисту конфіденційних даних (DLP-систем). Серед багаторічних клієнтів — російські держструктури, а також «Ощадбанк», «Білайн», «ЛУКойл», «Татнефть», «Сургутнефтегаз», «Сухий», Магнітогорський металургійний комбінат (ММК) та ін, компанія активно просуває свій бізнес у Німеччині, на Близькому Сході, у країнах Південної та Південно-Східної Азії. Нинішні акціонери InfoWatch Наталія Касперська і заступник гендиректора підприємства Рустем Хайретдінов.

### Банківська діяльність
З 2017 року Наталії Касперській належить російський Некліс-Банк, через кіпрські офшори «Organat Financial Ltd.» і «Fiduciana Nominees Ltd.».

## Родина
З першим чоловіком Євгеном Касперського Наталія познайомилася в будинку відпочинку в січні 1987 року, коли їй було 20 років. Через півроку вони побралися. У 1989 році, перебуваючи на п'ятому курсі інституту, Наталя Касперська народила первістка Максима, а в 1991 році — сина Івана. Пара розійшлася за різними даними: або 1997, або в 1998 роках за ініціативою чоловіка, проте через стрімке зростання бізнесу були змушені ще кілька років приховувати факт розлучення, щоб не демотивувати персонал і ринок.
Ігор Ашманов був представлений Касперській у 1996 році на IT-виставці CeBIT в Ганновері: стенди компаній опинилися по сусідству. Рік потому, зустрівшись на тій же виставці, вони відновили знайомство, почавши активно спілкуватися на професійні теми. Як згадує Касперська, років через два-три, вже після розлучення з Євгеном, вони почали зустрічатися, а в 2001 році вступили в шлюб.
У 2005 році Наталія народила дочку Олександру, в 2009 — Марію, в 2012 — Варвару. Сини Касперської закінчили Московський державний університет (МДУ) імені М. Ст. Ломоносова: Максим — географічний факультет, Іван — факультет обчислювальної математики і кібернетики.
В квітні 2011 року 20-річний син Касперської Іван був викрадений в московському районі Строгіно по дорозі на роботу. Злочинці відвезли юнака в одне із сіл Сергієво-Посадського району Підмосков'я і по телефону зажадали від його батьків викуп в 3 млн євро. Через п'ять днів Іван був звільнений в результаті операції російських спецслужб, а п'ятеро викрадачів (двоє з яких рецидивісти) були затримані, заарештовані і згодом засуджені до різних термінів позбавлення волі (від 4,5 до 11 років).

## Рейтинги та премії
| • «50 найуспішніших російських жінок », список журналу« Фінанс»                                                                          |  | березень 2005 року |
| • «Рейтинг російських міліардерів» за версією журналу «Фінанс»                                                                           |  | 177-е місце (февраль 2010 року) 257 місце (лютий 2011 року). |
| • «50 найвпливовіших ділових жінок Росії » за версією журналу« Фінанс»                                                                   |  | 2 місце (березень 2010 року) |
| • «Рейтинг вищих керівників» за версією газети «Коммерсантъ» та Асоціації менеджерів Росії, номинация «Информационные технологии»        |  | 3 місце (вересень 2009 року) 2 місце (вересень 2010 року) 4 місце (вересень 2011 року) 1 місце (вересень 2013 року) 1 місце (вересень 2014 року) 4 місце (вересень 2015 року)    |
| • «Топ-50 найвпливовіших ділових жінок Росії» за версією журналу« Компанія»                                                              |  | 3 місце (березень 2010 року) 1 місце (березень 2011 року) 25 місце (березень 2012 року) 2 місце (березень 2013 року) 15 місце (березень 2014 року) 26 місце (березень 2015 року) |
| • «Топ-25 найуспішніших ділових жінок Росії» за версією Інституту політики та бізнесу                                                    |  | 1 місце (февраль 2011 року) 3 місце (березень 2015 року) |
| • «100 найвпливовіших жінок Росії » за версією радіостанції «Ехо Москви»                                                                 |  | 66 місце (Січень 2012 року) 74 місце (березень 2013 року) 81 місце (березень 2014 року) 62 місце (березень 2015 року)                                                            |
| • «10 найуспішніших ділових жінок Росії» за версією Інституту політики та бізнесу                                                        |  | 5 місце (февраль 2013 року) |
| • «Найвпливовіші жінки Росії в галузі економіки» за версією телеканалу «Росія 24»                                                        |  | 8 місце (березень 2013 року) |
| • Премия Russian Business Leader of the Year 2012 от Horasis (Швейцарія)                                                                 |  | Квітень 2013 року |
| • «Найбагатші жінки Росії» за версією часопису Forbes Woman                                                                              |  | 5 місце (серпень 2013 року) 8 місце (серпень 2014 року) 7 місце (серпень 2015 року)                                                                                              |
| • Премія Women in Technology Awards for Middle East and Africa 2014 в номінації «Найкращий підприємець у сфері інформаційних технологій» |  | Січень 2014 року |
| • «Топ-6 російських бізнес-леді» за версією «Ленти.ру»                                                                                   |  | 3 місце (березень 2015 року) |
| • Top-20 Women in Business in Northern Europe за версією Nordic Business Forum                                                           |  | 1 місце (серпень 2015 року) |
| • рейтинг «30 найбільших надихаючих бізнес лідерів» за версією часопису Insights Success»                                                |  | березень 2017 року |
| • «Персона року 2016» в номінації IT / телеком бізнес-премії «Найкращі в Росії» за підтримки РСПП                                        |  | квітень 2017 року |

## Особистий статок
Першим особистий статок Наталії Касперської взявся оцінити журнал «Фінанс» в 2010 році, тоді воно, на думку редакції цього закритого в липні 2011 року ділового видання, становила $450 млн. Публікація викликала публічну полеміку: в ефірі радіостанції «Фінам FM» Касперська спростувала наведені дані, охарактеризувавши їх як сильно завищені, і засумнівалася в адекватності методики підрахунку. Тим не менш, на наступний рік «Фінанс» переглянув свою оцінку, збільшивши до $462 млн..
На думку ділового журналу Forbes, у березні 2013 року стан Касперської становила $220 млн. У 2014 році він оцінював його у $230 млн, а в 2015-му — $270 млн. З оцінкою «Форбса» 2014 року в березні 2015-го погодилася і «Стрічка.ру». У липні 2015 року німецький журнал Der Spiegel опублікував результат своїх підрахунків — €207 млн. У серпні того ж року стала відома версія жіночого журналу Cosmopolitan — $270 млн.
Як пише «Шпігель», велика частина особового стану Наталії Касперської — кошти, виручені від продажу активів. Сама Касперська в жовтні 2015 року у відповідь на питання, чи відповідають результати підрахунків «Форбс» реальності, вказала, що належить їй компанія непублічна, з апріорі невідомою капіталізацією, але «якщо InfoWatch оцінити добре, то нормально нарахували».

## Громадська діяльність та захоплення

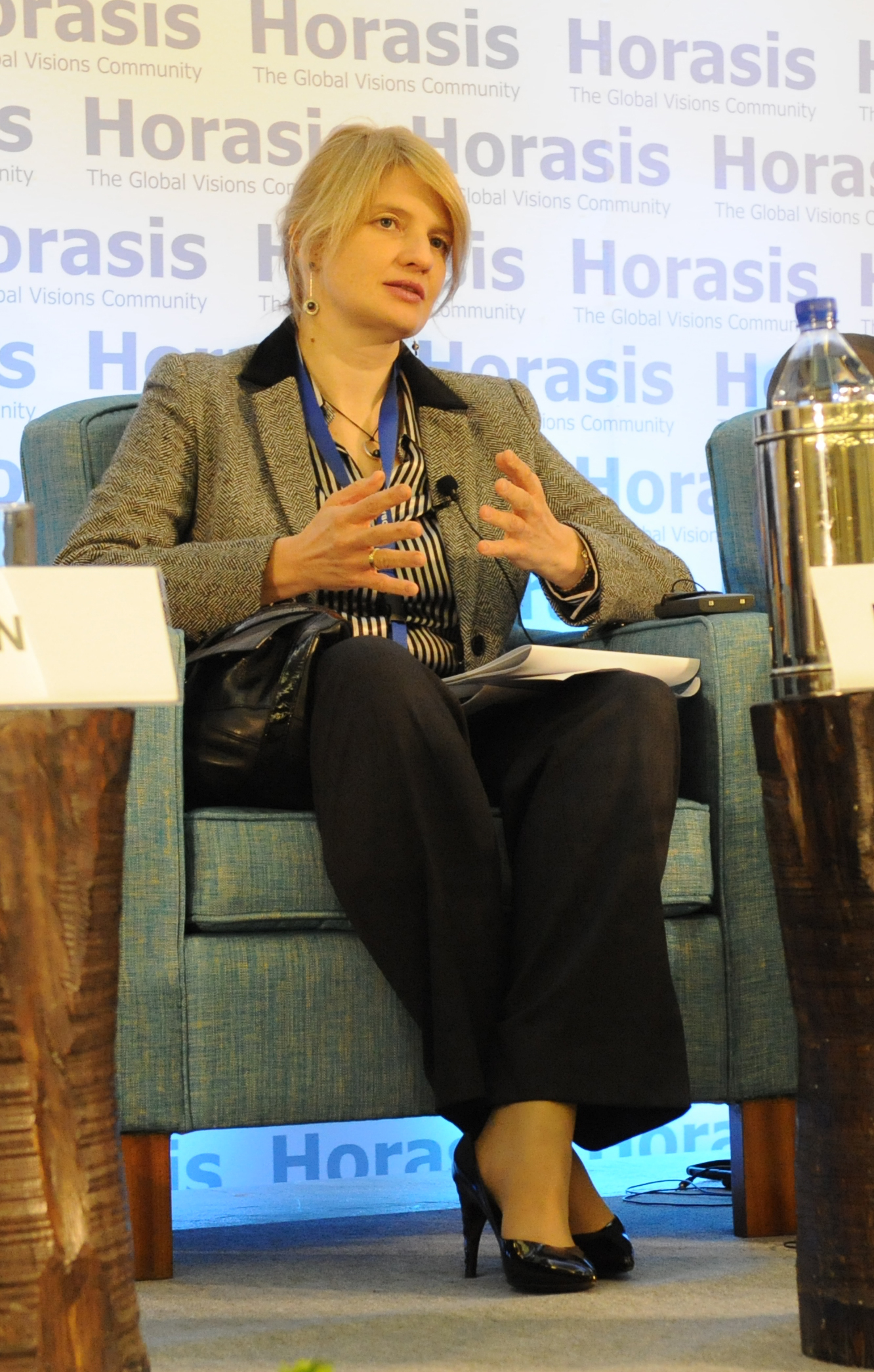
Наталія Касперська, 2011 р.

Наталія Касперська є членом правління Російського союзу промисловців і підприємців (РСПП) та Асоціації розробників програмних продуктів (АРПП) «Вітчизняний софт», входить до Експертної ради з російського програмного забезпечення при Мінкомзв'язку Росії, грантовий комітет фонду «Сколково» та опікунська рада Сколковского інституту науки і технологій (Сколтеха), є членом Союзу машинобудівників Росії, Асоціації захисту інформації (АЗИ) та Асоціації експертів інформаційної безпеки BISA.
З квітня 2008 по березень 2012 року була членом правління російсько-німецької зовнішньоторгівельної палати. З 2009 по 2011 роки очолювала робочу групу з інформаційно-комп'ютерним технологіям в рамках федеральної цільової програми Міносвіти Росії «Дослідження і розробки з пріоритетних напрямів розвитку науково-технологічного комплексу Росії на 2014—2020 роки».
Їй подобалася громадська активність зі школи. Вона згадує про те, як співала в дитячому хорі, брала участь у шкільних виставах, концертах і піонерських агитбригадах, малювали стінгазети і складала для них вірші. Крім того, вона займалася спортом — баскетболом, лижами, плаванням, а також колекціонувала поштові марки, значки та радянські монети.
У студентські роки Наталія захопилася театральним життям Москви, знала репертуари основних молодіжних театрів того часу: імені Моссовєта, на Таганці, «Современника» — і часом ночувала в чергах за квитками на модні постановки. Крім того, вплив на неї зробило рух КСП, вона і сама в компаніях часто співала під гітару.
Пізніше прийшли захоплення батутом, гірськолижним спортом, подорожами в компаніях друзів і дітей, читання фахової літератури. Своїми улюбленими книгами, що вплинули на світогляд, Наталя Касперська називає «Від хорошого до великого» і «Побудовані навічно» американського бізнес-консультанта Джима Коллінза. Вона вільно володіє англійською та німецькою мовами.
Касперська визнає, що не вміє і не любить готувати їжу, хоча була змушена цим займатися в декретній відпустці. Вона не розбирається в марках одягу, не запам'ятовує їх і не витрачає час на відвідування магазинів, в тому числі онлайн-шопінг, а просто купує те, що сподобалося і добре сидить. У Наталі немає пієтету перед брендами, оскільки вона розуміє, як ці бренди шикуються.
Аналогічно негативно вона відноситься і до гаджетів і соціальних мереж, оскільки розуміє, що це способи стеження за людиною. Але змушена користуватися подарованим Sony Xperia, а свою присутність в соцмережах забезпечує допомогою піар-служби, сама вона туди заходить рідко.

## Погляди

### Про підприємництво
Парадоксом підприємництва Наталія Касперська називає ситуацію, при якій інвестиції найважче залучити на самому початку бізнесу, коли вони конче потрібні. Чим успішніше справа розвивається, тим прихильнішими стають інвестори. Згодом вони приймаються бігати за власниками такого бізнесу, але на цьому етапі їх гроші перестають турбувати — адже в обмін потенційний інвестор захоче частку в налагодженій прибутковій справі. З стартапами ж розмова інша: оскільки перспективи неясні, в обмін на фінансування інвестори вимагатимуть від їх власників контроль і візьмуться диктувати, що і як робити, чим можуть занапастити бізнес. Тому якщо у стартапера є вибір, вважає Наталія, зовнішніх інвестицій йому краще не привертати взагалі. Вона впевнена:

Отримати гроші на гарних умовах можна тільки в тому випадку, якщо ви доведете, що гроші вам не потрібні. Чим більше вам потрібні гроші, тим гірше будуть умови.

Касперська, однак, пояснює, що для інвестора-прагматика при купівлі стартапу логічніше залишити біля керма команди його творців, ніж додатково ризикувати, залучаючи сторонній менеджмент на свій розсуд. А для цього творцям потрібен потужний стимул, найкращий з яких — частка в рідній компанії. Наталія Касперська згадує, що викупивши 100 % одного з стартапів на етапі конфлікту акціонерів, пізніше подарувала двом його топ-менеджерам по пакету акцій назад, щоб ті продовжували вирощувати свій бізнес.
Наталія Касперська вважає основними рисами підприємця три: здатність чимось жертвувати, пробувати нове тільки з цікавості і мати при цьому схильність до заробляння грошей — останнє відрізняє підприємця від каскадера. При інвестуванні вона радить звертати увагу не на поточні ринкові тренди з експоненціальним зростанням, а на області, в яких добре розбираєшся.
Без цього неможливо врахувати приховані обставини, які виявляються тільки зсередини того чи іншого ринку і для роботи яких потрібні навички. Для освоєння цих навичок у будь-якій галузі потрібні 5-6 років роботи, тому, на думку Касперської, навіть на спаді вигідніше залишатися в «своїй» депресивної галузі, а не кидатися. При цьому, втім, можна упустити момент, коли галузь відмирає назовсім.

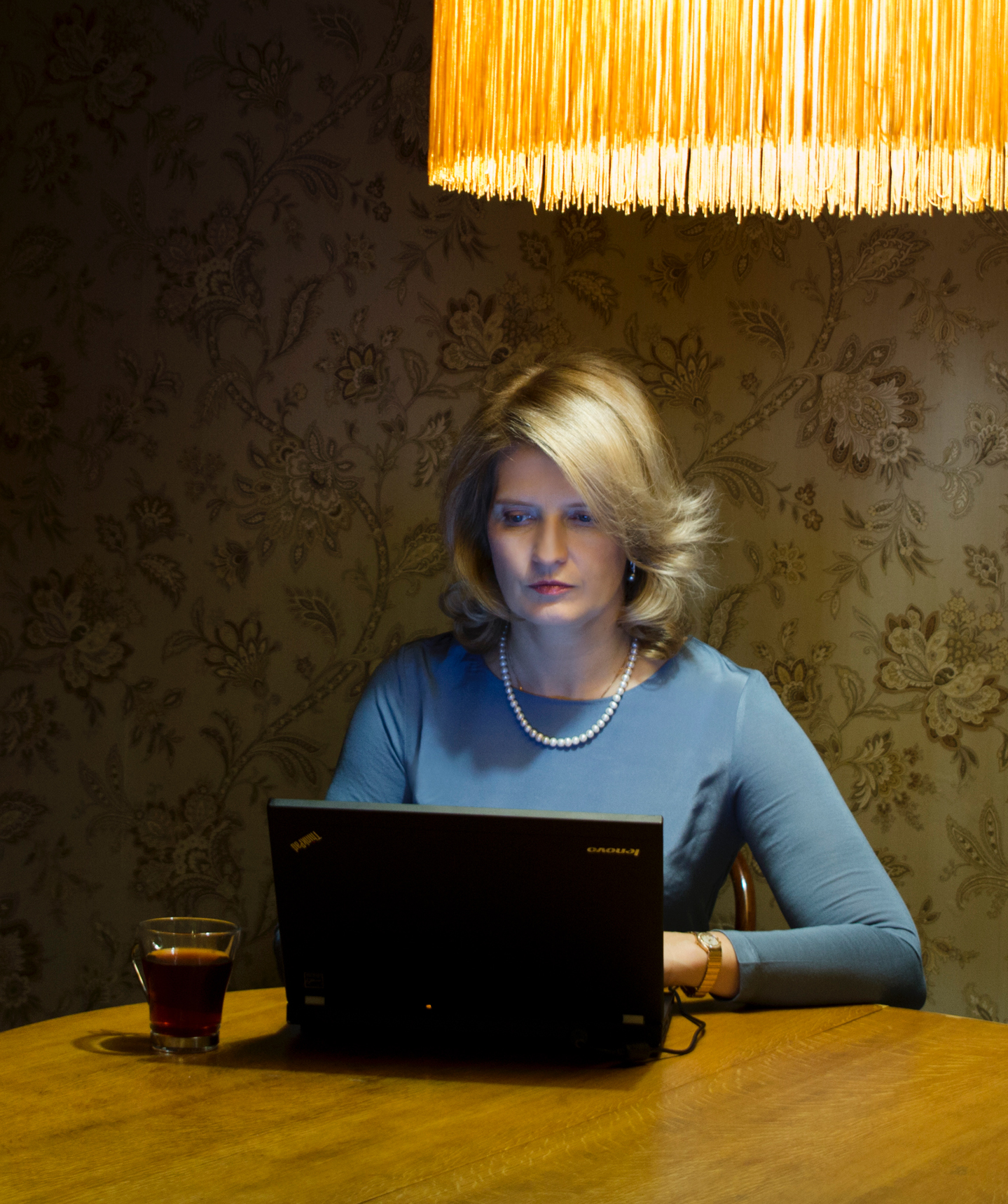
Наталія Касперська (2016)

Роль генерального директора Наталія Касперська оцінює як свідомо самотню: йому не з ким порадитися. Партнери по бізнесу не завжди розбираються в специфіці або можуть мати свій інтерес, а обговорювати стратегію з підлеглими не дозволяє статус. Однак Інтернет прибирає зайві бар'єри, якщо приділяти час спілкування з підлеглими. Як зауважує Наталя, не кожен ризикне прийти до керівника зі своїми пропозиціями особисто, а в Мережі це зробити набагато простіше, тому довіри в підсумку стає більше.
Це, на думку Касперської, має і зворотний бік. Якщо в середині 2000-х років службу персоналу насторожувало наявність у співбесідника свого блогу або аккаунта в соцмережах, до середини 2010-х її швидше насторожить заява здобувача роботи, що у нього нічого подібного немає. Як відзначає Наталія, в компаніях стали прагнути до всебічного контролю дій персоналу.

### Про інтернет-безпеку
Касперська вважає, що хоч «чорні списки» і блокування заборонених сайтів і є напівзаходами, потребують удосконалення, але нічого кращого поки не придумано. Тим не менш, фільтрація інтернет-контенту повинна, на її думку, застосовуватися лише в четверту чергу після профілактики — системної роз'яснювальної роботи з батьками, навчання дітей дошкільного віку розумінню основних інтернет-загроз, а також законодавчої діяльності і покарання порушників.
На минулому в Москві в грудні 2015 року форумі «Інтернет-економіка 2015» Наталія Касперська виклала ключові пропозиції щодо посилення інтернет-регулювання президенту Росії Володимиру Путіну, який, зустрічно, зазначив, що поділяє такий підхід. На думку Наталії, використання особистих даних будь-якими організаціями потрібно ввести в правове поле і впорядкувати.
Цього досі не зроблено, незважаючи на вибухове зростання можливостей для збору таких даних про громадян в Інтернеті, особливо в соцмережах, для різних маніпуляцій. Касперскую дивує, що використання великих даних (англ. big data) лобіюється в інтернет-маркетингу, але мало хто розглядає цю тему з точки зору безпеки. Між тим, збір великих даних про користувачів різних електронних пристроїв і послуг — це стеження.
Крім автоматичного збору, зберігання і аналізу масивів даних про активність громадян, їх переміщення, уподобання, зв'язках один з одним, покупки, переговорах, публічних і непублічних записах, фото і відео та ін. існують і способи виділення із загальної маси індивідуального досьє, вказує Наталія Касперська. Якщо вибраний об'єкт є, наприклад, чиновником, допущеним до державної таємниці, очевидна загроза національній безпеці, оскільки всі перераховані дані знаходяться в розпорядженні американських компаній-виробників і, як наслідок, спецслужб США.
Але це не єдиний ризик, попереджає Касперська. Домінуючи на світовому ринку комп'ютерних технологій, США здатні вводити ембарго на використання будь-яких своїх пристроїв і програмних продуктів — є, наприклад, технічна можливість віддалено вимкнути Windows на території Росії одночасно на всіх комп'ютерах, разом вимкнути всі смартфони, припинити техпідтримку будь-яких корпоративних систем, роблячи недоступним їх оновлення і блокуючи. Наталія нагадує, що подібні випадки вже були — наприклад, коли впроваджений спецслужбами комп'ютерний черв'як Stuxnet вивів з ладу ядерну галузь Ірану.
На думку Наталії Касперської, шкідливе ПЗ може при цьому перебувати прямо в процесорі. Аналогічним способом іноземний виробник в змозі влаштовувати інфраструктурні диверсії, цільові атаки, в тому числі пропагандистського характеру, що є зброєю в інформаційній війні, в якій знаходиться Росія. Поки США залишаються де-факто монополістом в світових продажах ведучого і «заліза», інший світ (і, зокрема, Росія) будуть змушені миритися з перерахованими ризиками, які, вважає Касперська, стають недозволенні.

### Про Росію
З піонерських років Касперська вважала, що слід захищати рідну країну, вона спочатку була налаштована патріотично і зараз впевнена, що залишиться такою і в майбутньому. У 1991 році Касперська, як і навколишні, хотіла змінити суспільство і в дні Серпневого путчу сама ходила на барикади, але за цей епізод свого життя їй тепер соромно: вона усвідомила, що не на тій стороні стояла.
1990-ті роки в Росії Касперська оцінює як вікно можливостей, коли «все було простіше», в тому числі і створення своєї справи. При цьому різкість тодішніх змін, загальна нестабільність країни і викликані цим небезпеки, аж до вбивств підприємців, призводили до того, що люди побоювалися за майбутнє і виїжджали з Росії.
Для себе Касперська еміграцію виключає: «Кинути все і бігти, ховатися в кущі — куди, в яку країну?». Вона відчуває в Росії своє коріння — батьків і рідних, друзів, бізнес. Тим не менш, з точки зору підприємництва замикатися тільки в своїй країні Касперській некомфортно. Організувавши значущу частину бізнесу за кордоном, вона порівнює Росію з невеликим ставком, в той час як інший світ — з морем.
Втім, обсяг російського ринку корпоративних систем запобігання витоків інформації (DLP-систем) за станом на середину 2010-х років Касперська оцінює в $80 млн, що становить приблизно десяту частину загальносвітового. «Росія в цьому сенсі абсолютно передова держава. У галузі DLP ми абсолютно попереду всієї планети», — вважає вона. Наприклад, по гостроті конкуренції: якщо у США ринок ділять всього п'ять DLP-постачальників, у Росії їх вже сім.